# ゆめタウン吉田
ゆめタウン吉田（ゆめタウンよしだ）は、広島県安芸高田市にある、株式会社イズミが運営する商業施設。

## 概要
ゆめタウン吉田の周辺は、安芸高田市の市街地となっている。また、この店舗の看板は2013年11月までが初代のゆめタウンの看板で、現在はピンクのゆめタウンの看板に変更され、看板から「town」が省略されている。

### 店舗データ
- 住所：〒731-0501 広島県安芸高田市吉田町吉田594-1
- 営業時間：9:30 - 21:00
- 駐車場：約500台
- 駐輪場：約200台
- 店舗面積：約10,000m2

## 主なテナント
- ザ・ダイソー
- タカラブネ
- ピノッキースパティオ
- 麺や一番

## 館内
ゆめタウン直営の食品館や、20程度の専門店からなる。

### 構造
- 1階　食料品・本・のフロア
- 2階　ゲームセンターのフロア
- 屋上　駐車場

## アクセス

### 自家用車
- 国道54号からすぐ
- 中国自動車道 高田インターチェンジから約20分

### 鉄道
JR西日本
- 芸備線吉田口駅から車で約10分

## 周辺施設
- エディオン安芸高田店(開業-2012年10月15日まで、旧デオデオ安芸高田店)
- 安芸高田市役所
- 吉田郡山城跡